# Frode Rønning
Frode Rønning (* 7. července 1959 Trondheim) je bývalý norský rychlobruslař.
Na světovém sprinterském šampionátu poprvé startoval v roce 1977 (14. místo), následující rok již získal stříbrnou medaili a v roce 1979 medaili bronzovou. Na Zimních olympijských hrách 1980 vybojoval bronz na trati 1000 m a na poloviční distanci se umístil na 4. příčce. Další cenné kovy přidal v následujících letech, vyhrál Mistrovství světa ve sprintu 1981 a o rok později získal bronz. Startoval na zimní olympiádě 1984 (500 m – 7. místo, 1000 m – 14. místo), v dalších letech se na světových sprinterských šampionátech umisťoval ve druhé desítce. Na podzim 1985 se poprvé představil v premiérovém ročníku Světového poháru. Na ZOH 1988 dosáhl nejlépe desáté příčky v závodě na 500 m, na dvojnásobné distanci dobruslil na 25. místě. Poslední starty absolvoval na konci roku 1989.